# ベン・ハッチンソン
ベンジャミン・ロイド・フィリップ・"ベン"・ハッチンソン （Benjamin Lloyd Phillip "Ben" Hutchinson, 1987年11月27日 - ）は、イングランド・ノッティンガム出身のサッカー選手。ベイスフォード・ユナイテッドFC所属。ポジションはFW（センターフォワード）。

## 経歴
ミドルズブラFCのユース出身であり、2005年に同クラブでプロデビューを果たす。
2010年1月初旬、スコティッシュ・プレミアリーグのセルティックFCへ移籍することで合意。同月31日に正式契約を交わした。しかしポジションを掴むことはできず、期限付き移籍を繰り返した。2011年7月19日、キルマーノックFCと半年間の契約で加入。
2015年よりNPLのベイスフォード・ユナイテッドFCへ加入した。